# شان کوشیر
شان کوشیر (انگلیسی: Žan Košir؛ زادهٔ ۱۱ آوریل ۱۹۸۴) ورزشکار اسنوبردسواری اهل اسلوونی است.
وی در مسابقات کشوری و بین‌المللی در مجموع برندهٔ ۲ مدال نقره، ۲ مدال برنز شده‌است.